# Выдега
Выдега (Выдеча) — река в России, протекает по Новосокольническому району Псковской области. Устье реки находится в 21 км по правому берегу реки Большой Удрай. Длина реки составляет 22 км.
В 0,7 км от устья, по правому берегу реки впадает река Малый Удрай. В 9,7 км от устья, по левому берегу реки впадает река Линна.
На реке расположены деревни Окнийской волости: Петровка, Григоркино (нежилая), Волнеино. Ниже расположена деревня Шахниха — административный центр Новосокольнической волости.

## Данные водного реестра
По данным государственного водного реестра России относится к Балтийскому бассейновому округу, водохозяйственный участок реки — Ловать и Пола, речной подбассейн реки — Волхов. Относится к речному бассейну реки Нева (включая бассейны рек Онежского и Ладожского озера).
Код объекта в государственном водном реестре — 01040200312102000022899.